# Беренд, Эльвира Баяхметовна
Эльвира Баяхметовна Беренд (ур. Сахатова; 19 сентября 1965, Алма-Ата) — люксембургская, ранее советская и казахстанская шахматистка, мастер спорта СССР по шахматам (1987), гроссмейстер среди женщин (1995). В составе команды Казахской ССР серебряный призёр первенства СССР между командами союзных республик по шахматам (1991).

## Биография
Участвовала в финале чемпионата СССР по шахматам среди женщин в 1988 году, в котором заняла 12-e место. Представляла команду Казахской ССР в первенствах СССР между командами союзных республик по шахматам (1986, 1991), где в 1991 году завоевала второе место в командном зачёте.
После распада СССР выступала за Казахстан. В 1995 году стала первой шахматисткой Казахстана, которую ФИДЕ удостоил звания международного гроссмейстера по шахматам среди женщин.
Представляла сборную Казахстана на крупнейших командных шахматных турнирах:
- в шахматных олимпиадах участвовала три раза (1992—1996);
- в командном чемпионате Азии по шахматам участвовала в 1995 году и в командном зачете завоевала бронзовую медаль, а в индивидуальном зачете была второй на первой доске[2].

В 1995 году заняла четырнадцатое место на межзональном турнире розыгрыша звания чемпионки мира по шахматам в Кишинёве, а в 1997 году в Афинах победила на чемпионате Европы по быстрым шахматам, а также была разделила первое место в шахматном турнире по швейцарской системе в Люксембурге.
Во второй половине 1990-х годов вышла замуж за международного мастера по шахматам Фреда Беренда из Люксембурга и с 1997 года на международных турнирах стала выступать за родину мужа.
Представляла сборную Люксембурга на крупнейших командных шахматных турнирах:
- в шахматных олимпиадах среди женщин участвовала два раза (2004, 2008), а в 2014 году выступила за мужскую сборную Люксембурга. В 2004 году завоевала индивидуальную бронзовую медаль на своей доске;
- в мужском командном чемпионате Европы по шахматам участвовала в 2005 году.

Старшая сестра Эльвиры Гульнара Сахатова тоже шахматистка, имеет звание международного мастера по шахматам среди женщин, ныне проживает в Англии и выступает за эту страну, рейтинг 2325 (май 2018).

## Изменения рейтинга
| Графики недоступны из-за технических проблем. См. информацию на Фабрикаторе и на mediawiki.org. |